# Giải vô địch bóng đá thế giới các câu lạc bộ 2006
Giải vô địch bóng đá thế giới các câu lạc bộ 2006 là giải bóng đá giữa các câu lạc bộ vô địch châu lục được FIFA tổ chức tại Nhật Bản từ 10 đến 17 tháng 12 năm 2006. Đây là phiên bản thứ ba của FIFA Club World Cup.
São Paulo là đương kim vô địch, nhưng không thể bảo vệ chức vô địch sau khi thua trận chung kết Copa Libertadores 2006.
Câu lạc bộ SC Internacional của Brazil đã đoạt chức vô địch sau khi đánh bại câu lạc bộ Barcelona của Tây Ban Nha trong trận chung kết. Như vậy, cả ba lần tổ chức, câu lạc bộ vô địch đều là các câu lạc bộ Nam Mỹ nói chung và Brazil nói riêng.
Đại diện của nước chủ nhà không tham dự, như đã được đề xuất ban đầu. Sau sự ra đi của Australia khỏi OFC, đại diện của châu Đại Dương, Auckland City, là đội bóng nghiệp dư, vì vậy đề xuất để họ đá play-off để giành một suất vào tứ kết với nhà vô địch J. League (Gamba Osaka) đã được xem xét, điều này cũng sẽ thúc đẩy lợi ích địa phương. Nếu thay đổi họ sẽ phải bỏ trận tranh hạng năm để giữ nguyên số trận đấu. Thay đổi này cuối cùng đã bị hủy bỏ, nhưng thể thức giải đấu sẽ thay đổi từ năm 2007.

## Các đội tham dự
| Đội                    | Liên đoàn        | Tư cách tham dự                       | Tham dự lần thứ     |
| Vào vòng bán kết       | Vào vòng bán kết | Vào vòng bán kết                      | Vào vòng bán kết    |
| ---------------------- | ---------------- | ------------------------------------- | ------------------- |
| Barcelona              | UEFA             | Vô địch UEFA Champions League 2005–06 | 1                   |
| Internacional          | CONMEBOL         | Vô địch Copa Libertadores 2006        | 1                   |
| Vào vòng tứ kết        |                  |                                       |                     |
| Jeonbuk Hyundai Motors | AFC              | Vô địch AFC Champions League 2006     | 1                   |
| Al Ahly                | CAF              | Vô địch CAF Champions League 2006     | 2 (Lần trước: 2005) |
| América                | CONCACAF         | Vô địch CONCACAF Champions' Cup 2006  | 1                   |
| Auckland City          | OFC              | Vô địch OFC Club Championship 2006    | 1                   |

## Địa điểm
Tokyo, Yokohama và Toyota là ba địa điểm phục vụ cho FIFA Club World Cup 2006.
| Sân vận động Quốc tế Yokohama                                                   | Sân vận động Quốc gia                           | Sân vận động Toyota                                  |
| 35°30′36,16″B 139°36′22,49″Đ / 35,5°B 139,6°Đ                                   | 35°40′41″B 139°42′53″Đ / 35,67806°B 139,71472°Đ | 35°05′4,02″B 137°10′14,02″Đ / 35,08333°B 137,16667°Đ |
| Sức chứa: 72.327                                                                | Sức chứa: 57.363                                | Sức chứa: 45.000                                     |
|                                                                                 |                                                 |                                                      |
| YokohamaTokyoToyotaGiải vô địch bóng đá thế giới các câu lạc bộ 2006 (Nhật Bản) |                                                 |                                                      |

## Các trận đấu

### Tứ kết
| Auckland City | 0–2      | Al-Ahly                    |
| ------------- | -------- | -------------------------- |
|               | Chi tiết | Flávio 51' · Aboutrika 73' |

| Jeonbuk Hyundai | 0–1      | Club América |
| --------------- | -------- | ------------ |
|                 | Chi tiết | R. Rojas 79' |

### Bán kết
| Al-Ahly    | 1–2      | Internacional             |
| ---------- | -------- | ------------------------- |
| Flávio 54' | Chi tiết | Pato 23' · L. Adriano 72' |

| Club América | 0–4      | Barcelona                                                |
| ------------ | -------- | -------------------------------------------------------- |
|              | Chi tiết | Guðjohnsen 11' · Márquez 30' · Ronaldinho 65' · Deco 85' |

### Tranh hạng năm
| Auckland City | 0–3      | Jeonbuk Hyundai                                                 |
| ------------- | -------- | --------------------------------------------------------------- |
|               | Chi tiết | Lee Hyun-Seung 17' · Kim Hyeung-Bum 31' · Zé Carlos 73' (ph.đ.) |

### Tranh hạng ba
| Al-Ahly            | 2–1      | Club América   |
| ------------------ | -------- | -------------- |
| Aboutrika 42', 79' | Chi tiết | S. Cabañas 59' |

### Chung kết
| Internacional | 1–0      | Barcelona |
| ------------- | -------- | --------- |
| Adriano 82'   | Chi tiết |           |

## Các cầu thủ ghi bàn hàng đầu
| Xếp hạng | Cầu thủ                 | Câu lạc bộ             | Số bàn thắng |
| -------- | ----------------------- | ---------------------- | ------------ |
| 1        | Mohamed Aboutrika       | Al Ahly                | 3            |
| 2        | Flávio                  | Al Ahly                | 2            |
| 3        | Deco                    | Barcelona              | 1            |
| 3        | Eiður Guðjohnsen        | Barcelona              | 1            |
| 3        | Rafael Márquez          | Barcelona              | 1            |
| 3        | Ronaldinho              | Barcelona              | 1            |
| 3        | Salvador Cabañas        | América                | 1            |
| 3        | Ricardo Francisco Rojas | América                | 1            |
| 3        | Luiz Adriano            | Internacional          | 1            |
| 3        | Adriano Gabiru          | Internacional          | 1            |
| 3        | Alexandre Pato          | Internacional          | 1            |
| 3        | Kim Hyeung-Bum          | Jeonbuk Hyundai Motors | 1            |
| 3        | Zé Carlos               | Jeonbuk Hyundai Motors | 1            |
| 3        | Lee Hyun-Seung          | Jeonbuk Hyundai Motors | 1            |

## Bảng xếp hạng
| Xếp hạng | Đội                    | Liên đoàn | ST | T | H | B | BT | BB | HS |
| -------- | ---------------------- | --------- | -- | - | - | - | -- | -- | -- |
| 1        | Internacional          | CONMEBOL  | 2  | 2 | 0 | 0 | 3  | 1  | +2 |
| 2        | Barcelona              | UEFA      | 2  | 1 | 0 | 1 | 4  | 1  | +3 |
| 3        | Al Ahly                | CAF       | 3  | 2 | 0 | 1 | 5  | 3  | +2 |
| 4        | América                | CONCACAF  | 3  | 1 | 0 | 2 | 2  | 6  | −4 |
| 5        | Jeonbuk Hyundai Motors | AFC       | 2  | 1 | 0 | 1 | 3  | 1  | +2 |
| 6        | Auckland City          | OFC       | 2  | 0 | 0 | 2 | 0  | 5  | −5 |

## Giải thưởng
| Quả bóng Vàng Adidas Giải thưởng Toyota | Quả bóng Bạc Adidas    | Quả bóng Đồng Adidas   |
| --------------------------------------- | ---------------------- | ---------------------- |
| Deco (Barcelona)                        | Iarley (Internacional) | Ronaldinho (Barcelona) |
| Đội đoạt giải phong cách                |                        |                        |
| Barcelona                               |                        |                        |